# Kreismusikschule Nordfriesland
Die Kreismusikschule Nordfriesland ist eine Musikschule in der schleswig-holsteinischen Stadt Husum. Schulträger ist die Stiftung Nordfriesland des Kreises Nordfriesland. Die Kreismusikschule ist Mitglied im Verband deutscher Musikschulen.

## Standorte
Neben dem Hauptsitz im Schloss vor Husum hat die Kreismusikschule Nordfriesland noch zwei Bezirksstellen in Wyk auf Föhr und Westerland auf Sylt sowie eine Zweigstelle in Garding.

## Unterricht
Die Kreismusikschule wird nach eigenen Angaben von etwa 2000 Schülern im Alter von 18 Monaten bis 80 Jahren besucht. Für Kinder ab 18 Monaten bis vier Jahren wird ein Eltern-Kind-Kurs angeboten, in dem die Kinder für Musik sensibilisiert werden und den Eltern spielerisches Musizieren nähergebracht werden soll. Kinder ab vier Jahren können in Kursen verschiedene Musikinstrumente ausprobieren, um das für sie richtige Instrument zu finden.
Die Kreismusikschule bietet Gesangsunterricht und die Möglichkeit, verschiedene Musikinstrumente zu erlernen:
| - Streichinstrumente - Geige - Bratsche - Cello - Kontrabass - Zupfinstrumente - Harfe - Gitarre - E-Bass - E-Gitarre - Schlaginstrumente - Drumset - verschiedene Trommeln - Percussion - Marimbaphon | - Tasteninstrumente - Klavier - Keyboard - Akkordeon - Holzblasinstrumente - Blockflöte - Fagott - Oboe - Klarinette - Saxophon - Querflöte - Blechblasinstrumente - Posaune - Horn - Trompete |

Dabei können die Instrumente teilweise gegen Gebühr ausgeliehen werden.

## Fördervereine
Die Kreismusikschule wird durch die drei Fördervereine Förderverein der Kreismusikschule Nordfriesland e. V. (1952 gegründet als Musikschule Husum e. V.), Förderverein der Kreismusikschule Nordfriesland auf Sylt e. V. (1970 gegründet als Musikschule Sylt e. V.) und Förderverein Musikschule Föhr e. V. (1977 gegründet als Musikschule Föhr e. V.) unterstützt. 